# Radomír Šimůnek (1962-2010)
Radomír Šimůnek sr. (Pilsen, 8 april 1962 - Kamenice, 10 augustus 2010) was een Tsjechisch veldrijder. Šimůnek werd in 1980 wereldkampioen veldrijden bij de beloften en in 1983 en 1984 wereldkampioen in de beloftencategorie die toen nog bekendstond als de amateurs. Het communistische regime in Tsjecho-Slowakije verhinderde Šimůnek ervan prof te worden. Na de val van het IJzeren Gordijn werd hij dan toch prof, wat hij nog negen jaar zou blijven. In 1991 werd hij wereldkampioen veldrijden bij de profs. In zijn carrière werd hij viermaal Tsjechisch kampioen veldrijden. Šimůnek overleed op 48-jarige leeftijd. Hij was al enige tijd ziek.
Zijn zoon Radomír Šimůnek jr. (°1983) was eveneens profveldrijder.

## Overwinningen
| Seizoen   | Wereldbeker | Superprestige                                   | GvA Trofee | Kampioenschap | Overige | Totaal |
| --------- | ----------- | ----------------------------------------------- | ---------- | ------------- | ------- | ------ |
| 1984-1985 |             |                                                 |            |               |         |        |
| 1985-1986 |             | Rome                                            |            |               |         | 1      |
| 1986-1987 |             |                                                 |            |               |         |        |
| 1990-1991 |             | Valkenswaard, Zarautz, Eindklassement           |            | WK            |         | 3      |
| 1991-1992 |             | Valkenswaard, Pilsen, Zillebeke, Eindklassement |            |               |         | 3      |
| 1993-1994 |             |                                                 |            | TK            |         | 1      |
| 1994-1995 | Loenhout    | Pilsen, Milaan, Eindklassement                  |            | TK            |         | 4      |
| 1995-1996 |             |                                                 |            |               |         |        |
| 1996-1997 |             |                                                 |            | TK            |         | 1      |
| 1997-1998 |             |                                                 |            | TK            |         | 1      |
| 1998-1999 |             |                                                 |            |               |         |        |
| 1999-2000 |             |                                                 |            |               |         |        |

Herygers · Lambrechts · Šimůnek · Van Luchem
Ballat · Coudray · Friel · Herygers · Hirs · Ja. Jolidon · Jo. Jolidon · Šimůnek · Van Brecht  · Van Luchem · Way · Willemsens · Chassot (stagiair) · Powell (stagiair) · Van Der Borght (stagiair) 
Cattaneo · Chassot · Coudray · Daelmans · De Roose · Dierckxsens · Harnett · Hashikawa · Herygers · Hirs · Ja. Jolidon · Jo. Jolidon · Powell · Rubio · Šimůnek · Van Luchem · Way · Willemsens · Claeys (stagiair) · Vanconingsloo (stagiair) · Wuyts (stagiair)   
Coudray · Daelmans · Dierckxsens · Hashikawa · Herygers · Miura · Šimůnek · Streel · Van Brecht · Van Donink · van Veenendaal · Vandaele · Gosink (stagiair) · Missotten (stagiair) · Van Laer (stagiair)   